# Vitträsket (Överluleå socken, Norrbotten)
Vitträsket är en sjö i Bodens kommun i Norrbotten och ingår i Alåns huvudavrinningsområde. Sjön har en area på 1,78 kvadratkilometer och ligger 184 meter över havet. Sjön avvattnas av vattendraget Hattbäcken.

## Delavrinningsområde
Vitträsket ingår i det delavrinningsområde (731631-174109) som SMHI kallar för Utloppet av Vitträsket. Medelhöjden är 194 meter över havet och ytan är 5,93 kvadratkilometer. Det finns inga avrinningsområden uppströms utan avrinningsområdet är högsta punkten. Hattbäcken som avvattnar avrinningsområdet har biflödesordning 2, vilket innebär att vattnet flödar genom totalt 2 vattendrag innan det når havet efter 80 kilometer. Avrinningsområdet består mestadels av skog (60 procent). Avrinningsområdet har 1,78 kvadratkilometer vattenytor vilket ger det en sjöprocent på 30 procent.